# Бертран Канта
Бертран Канта (фр. Bertrand Cantat; нар. 5 березня 1964) — французький рок-виконавець, поет та гітарист. Колишній учасник (фронтмен) легендарного французького рок-гурту Noir Désir.

## Біографія
Народився у місті По, департамент Атлантичні Піренеї, у сім'ї офіцера військово-морських сил Франції. Дитинство провів у місті Гавр на півночі Франції, у Нормандії. Канта у той час захоплювався MC5, The Doors та Gun Club.

Що стосується музики, я почав слухати диски з приятелями після школи. Спочатку моєї улюблена група була МС5. Також слухали будь-яку дурість на кшталт Fleetwood Mac, яку я тепер не визнаю. Згодом, коли мої смак сформувалися, я почав тягнутися від Дорз. А потім, звичайно ж, був панк-рух, який перевернув все догори дном. Мене торохнуло соціальним і музичним напором цього стилю, я знайшов в цьому самого себе, ідентифікував себе з англійськими панками. Це та музика, що надала мені сміливості грати, так як в ній було все дозволено.
Згодом сім'я знову була змушена переїхати — цього разу до Bordeaux (Бордо), на південь. Він пішов вчитися до місцевого ліцею, де познайомився з Сержом Тіссо-Ґе, з яким вони вирішили створити власний гурт.

Я тільки співав, оскільки ні на чому не вмів грати, але я не хвилювався. Ця нова ситуація здавалася мені природною. На ділі, моя перша гітара з'явилася набагато пізніше. Але у мене було багато друзів, Які грали, вони ні про що не говорили, крім підсилювачів, звукознімачів … в той час як я літав у своєму літературному просторі. Ми доповнювали один одного, хоча були дуже різними. Я відчував себе трохи осторонь, але я схилявся перед ними. Я був дещо сильніше просунутий у навчанні, а вони ж дізналися багато речей з життя вулиці. І ось, вони чекають на мене біля входу ліцею, і ми вирушаємо репетирувати. У випускному класі, коли ми почали грати більш часто, люди з мого класу почали щось підозрювати, мабуть через мій виду вранці (сміється). .. Але в цьому не було прагнення шокувати. Я вів дещо подвійне життя — між барами, де ми грали, студією … Це були незвичайні роки. Між 1981 і 1984, існувало неймовірне суперництво, купа класних гуртів, концерти всюди, фестиваль під назвою «Boulevards du rock». Це була геніальна епоха в Бордо, і живучи там в цей час, я відчував себе і актора і глядачів.
Трохи пізніше до них приєдналися Деніс Барт та Фредерік Відален. Гурт змінив багато назв: «Psychoz», «6.35», «Station Désir» поки нарешті не зупинилися на «Noirs Désirs» (Чорні бажання). З часом, у 90-ті роки, гурт досяг значних результатів, ставши одним з яскравих та впливовіших колективів Франції. Вийшло п'ять студійних альбомів, десять синглів, два DVD, альбом реміксів та декілька збірок.
У кінці 90-х, «Noir Désir», активно співпрацювали з іншими музикантами. Так, разом з відомим рок-шансон'є Аленом Башуном (Alain Bashung), вони зробили римейк його пісні Volontaire; разом зі своїми друзями з гурту «Têtes Raides» вони зробили сумісний трек
L'identité, який ввійшов на їх альбом Gratte poil; для благодійної компіляції «Tibet Libre», Канта записав вокал для пісні Ôt.
За часи кар'єри у Канта виникали проблеми з голосовими зв'язками. У 1991 році, коли він утратив тяму на концерті — через що, тур на підтримку альбому Du ciment sous les plaines було відкладено. Тоді йому була зроблена операція на зв'язках. Схожа проблема виникла у нього у 1994 році, після гастролей на підтримку альбому Tostaky. Його знову прооперували і він досить тривалий час був змушений працювати над своїм вокалом.

### Розпад Noir Désir
За роки його ув'язнення, серед прихильників Noir Désir ходило багато чуток про подальшу долю колективу: деякі фани вважали що він після звільнення взагалі залишить музику та ін. 12 листопада 2008 року, на офіційному сайті гурту з'явилось дві нові пісні «Gagnants/Perdants» та «Le Temps des cerises», які можна було безкоштовно завантажити. Ці композиції були записані у домашній студії Деніса Барта.
29 липня 2010 року, Канта був звільнений. Протягом літа 2010 року з'являлось все більше нових повідомлень про те, що ND випустять новий альбом. Ажіотаж підігрів Паскаль Негр — голова Universal Music France, який повідомив про укладений новий контракт з групою.
Перший за сім років, публічний виступ Канта стався 2 жовтня того ж 2010-го року на фестивалі «Les Rendez-vous de Terres Neuves» у місті Бегль. Разом з ним на сцені був гурт Eiffel з який вони виконали спільну пісню À tout moment la rue — хіт-сингл з їхнього останнього альбому; а також низку каверів (Search and destroy, Le Temps des cerises).
Гітарист Noir Desir Серж Тіссо-Ґе у своєму особистому ком'юніті, 29 листопада повідомив, що виходить зі складу гурту через «особисто-емоційні і творчі розбіжності» з солістом Бертраном Канта. Він зазначив, що ось вже кілька років «для ситуації навколо колективу характерна непристойність».
«Самогубство його першої дружини і є та сама непристойність, про яку говорить Серж Тесса-Ге», — пояснив журналу Le Point Юрій Ланкетт, друг колективу.- «Група була готова виносити пресу в ім'я музики. Але трагічні події останніх років зламали творчу динаміку … »
30 листопада того ж року, барабанщик Деніс Барт оголосив про остаточний розпад Noir Désir. ·  · 

### Сольна кар'єра
Наприкінці 2011 був записаний спільний трек «Palabra Mi Amor» з гуртом Shaka Ponk, який був виданий окремим синглом. 25 листопада, відбувся аншлаговий концерт Shaka Ponk на головному концертному майданчику Парижа Le Zénith і Бертран, вперше за 10 років, піднявся на його сцену, задля сумісного виконання цього треку.
Дуже плідною для Канта стала весна 2012-го. Він записав декілька сумісних треків з дуетом малійських музикантів Amadou & Mariam для їхнього альбому «Afrique de Folila». 29 червня він виступив на фестивалі «Eurockéennes» у місті Бельфор. Він спочатку відіграв сет з Амаду і Маріам, а через декілька годин, він вже був на сцені з групою Shaka Ponk задля виконання Palabra Mi Amor.
У інтерв'ю від 18 березня, яке він дав бордозькій газеті Sud Ouest, стало відомо, що Канта працює над дебютним сольним альбомом, який побачить світ у 2013 році. ·  Працювати над ним йому допомагає його друг Паскаль Умберт. Тим часом Бертран співпрацює з іншими артистами, а також бере участь у окремих проектах.

## Особисте життя
У 1993 році Noir Desir виступали на фестивалі «Diáksziget» у Будапешті. Після концерту Канта познайомився з Кристиною Радь (угор. Krisztina Rády), місцевою угоркою. Вони одружились через чотири роки у 1997. У цьому шлюбі народилося дві дитини: син Міло (нар. 1997) та донька Аліса (нар. 2002). У кінці 2002-го він залишив свою родину та завів роман з актрисою Марі Трентіньян, донькою відомого актора та режисера Жана-Луї Трентіньяна

### Випадок з Марі Трентиньян
Влітку 2003 року, Марі була задіяна у зйомках фільму, які проходили у Вільнюсі, столиці Литви. Бертран Канта приїхав щоб бути поруч з Марі — пара не виносила розлук — вони жили у одному готельному номері. Вночі на 27 липня, на ґрунті ревнощів між ними виникла сварка, яка закінчилася бійкою. Через побої Марі впала у кому, і 1 серпня померла у лікарні не приходячи до тями. «Я мусив вийти з кімнати; я повинен був ніколи цього не робити. Марія втратила контроль, я втратив контроль…».
Канта заарештували, над ним почалося слідство. 29 березня 2004 литовський суд виніс вирок — 8 років ув'язнення. Бертран не захотів подати апеляцію, щодо вироку. Звинувачення, яке спочатку наполягало на 15 роках — максимально можливому строку у литовському законодавстві, теж відмовилось від цієї ініціативи. У день оголошення вироку до суду з'їхалися репортери провідних французьких ЗМІ. Громадськість Франції, це вбивство, дуже приголомшило. Мати Марі написала книгу про свою доньку, Бертрана ж вона називала тільки вбивцею. Вже у вересні його екстрадиціювали з Литви до Франції. 15 листопада 2007 року він був достроково звільнений з тюрми.

### Самогубство Кристини
Після дострокового звільнення з тюрми, він жив разом з першою дружиною та їхніми дітьми. Весь цей час він уважно спостерігав за подіями на політичній арені.
10 січня 2010-го Кристина вчинила самогубство — вона повісилась. У той час Бертран разом з дітьми був у тому ж будинку.

## Громадянські погляди
Бертран Канта, як людина з дуже сильною особистістю, завжди використовував свої пісні для відображення певних громадських та політичних поглядів. Він слідував лівим політичним поглядам, виступав проти расизму та фашизму.
У таких піснях як The Holy Economic War, Un jour en France, L'homme presse або Prayer for a wanker він пояснює своє відношення до проблем сучасної Франції та Світу.
У квітні/травні 2002-го року, під час виборів президента Франції, Noir Désir виступали на анти-лепеновських мітингах. У тому ж році, коли колектив гастролював по Близькому Сходу, Канта брав участь у анти-ізраїльській демонстрації.
У 2003 році виступав проти вторгнення до Іраку.

## Цікаві факти
- На своєму першому виступі у березні 1981 року, коли Бертрану було 16 років, він стрибнув у натовп та заробив собі черепно-мозкову травму.
- Музична преса Франції часто проводила аналогії творчості Бертрама та Джима Моріссона. Канта, який спершу сприймав ці порівняння доволі іронічно, згодом написав пісню «Fin de siècle» (Кінець століття), яка ввійшла на альбом 666.667 Club. Вона починається з тих же акордів, що і пісня Peace Frog гурту The Doors з їхнього альбому «Morrison Hotel».
- Під час судового процесу, 11 вересня 2003 року, був підпалений його будинок у Landes. Цей випадок пов'язують з вбивством Марі.